# Peter Linnér
Peter Linnér, född 27 juni 1802 i Ljuders församling, Jönköpings län, död 8 december 1871 i Algutsboda församling, Kronobergs län, var en svensk präst.

## Biografi
Peter Linnér föddes 1802 på Kärragärde i Ljuders församling. Han var son till hemmansägaren Magnus Nilsson och Kerstin Åkesdotter. Linnér blev 1823 student vid Lunds universitet och prästvigdes 5 mars 1826. Han blev 1832 komminister i Granhults församling, med tillträde 1833, och avlade pastoralexamen 1838. År 1840 blev han kyrkoherde i Bergunda församling, där han tillträdde 1842, och blev prost 1850. Linnér blev 1852 kyrkoherde i Algutsboda församling med tillträde samma år och blev 1862 vikarierande kontraktsprost i Uppvidinge kontrakt, ordinarie från 1865. Han blev 1871 ledamot av Nordstjärneorden. Linnér avled 1871 i Algutsboda församling.

### Familj
Linnér gifte sig 29 oktober 1833 med Christine Sophie Engstrand (1815–1885), vilken var dotter till kyrkoherden Johan Engstrand och Sophia Gustafva Engstrand i Lenhovda församling. De fick tillsammans barnen kyrkoherden Johan Axel Magnus Linnér (född 1837) i Korsberga församling, Gustaf Vilhelm Linnér (född 1839), Emmy Johanna Gustava Linnér (1841–1901) som var gift med lektorn Nils Johan Wilhelm Scheutz i Växjö, Christine Charlotte Linnér (1845–1908) som var gift med kyrkoherden Jonas Törnblom i Ingatorps församling och Maria Linnér som var gift med rektorn Johan Anders Sandberg i Borgholm.